# WinStars 3 astronomy
WinStars 3 astronomy (略称:W3,日:ウィンスターズ 3) はFranck RICHARD氏が1人で開発した、教育系の宇宙シミュレーションアプリケーションである。対応OSはWindows Android Mac Raspberry Pi IOSなどが挙げられる。また、比較的低スペックでも稼働可能である。

## アプリの簡単な仕様
このアプリは、宇宙と地上から星を眺めるこのをシミュレーションできる。また、500年前から、10000年後の夜空や、惑星の位置をシミュレーションできる。また、惑星に加えて、衛星や人工衛星、小惑星(オウムアムア)などの天体も追尾することが可能である。ただ、ローバーなどの探査機は火星などの惑星に到着するまでを画いていることに注意が必要である。
更には、探査機カッシーニなどの探査機をこのアプリ内で追尾することも可能である。ただ、注意としてはこれらの探査機や火星の衛星（表面が再現された）、小惑星などはアプリ内で追加ソースとしてダウンロードする必要があるので注意が必要だ。　さらに、最近のアップデートで、地球、月、火星などの地表の表面が3dで表現される様になった(pcである場合はOpenGL 4.1に対応し、モバイルである場合はOpenGLES3.2に対応する必要がある)。
また、木星探査機ジュースの打ち上げに合わせて、探査機ジュースも追加された。アプリ内の天体の検索で「Juice」と検索すると出てくる。

また、天の川銀河より遠い銀河を見ることも可能である。さらに、ニュースや、日食や月食が起きることも予測できる。また、その月の太陽系内の出来事(日食やスーパームーン、土星と月などの合や、流星群の到来時期や最大に見れる時期などの予測)ができる。
また、地球から星空を眺める機能では、見るところを変えられるので、アメリカと日本の時差を眺めることも可能である。

また、最大22等級までの17億の星がデータベースにあり(ネット接続が必要)、またさらに、100,000以上の、星雲、星団、パルサー、クエーサー、その他のオブジェクトを追加することが追加オブジェクトによって、可能であり非常に大きなデータベースである。

## 確認済みのバグ
ただ、公式サイトによると、Windows 7などの古いWindowsのosは重大なバグが生じるらしいので注意が必要だ。
また、詳細なバグレポートや、重要度やバグが直されたかを確認するには、
https://belacqua-labo.ovh/winstars3/bugtracker/index.php?do=tasklist&project=1&pagenum=1 を確認してほしい

## 最小スペック
・OsはLinux/Unix Windows 7 Mac OS X 10.13 Android 6。
・グラフィックはOpenGL 2.0及びGLSL 1.2をサポートできるデバイスなど。
・メモリは4GB。
・250MB以上の空き容量。

## 推奨スペック
・OsはLinux/Unix Windows 10 Mac OS X 10.14 Android 8 以上。
・グラフィックはOpenGL 3.2 及びGLSL 1.3 以上をサポートできるデバイスなど。
・メモリは8GB以上。
・1GB以上の空き容量。

## 見ることが可能な探査機の一覧
|                                | 打ち上げ日     | 探査終了日      |
| ------------------------------ | -------------- | --------------- |
| JUICE                          | 2023年4月14日  | まだ終了せず    |
| 探査機ボイジャー1号            | 1977年9月5日   | まだ終了せず    |
| 探査機ボイジャー2号            | 1977年8月20日  | まだ終了せず    |
| カッシーニ                     | 1997年6月30日  | 2017年9月15日   |
| ハッブル宇宙望遠鏡             | 1990年4月24日  | まだ終了せず    |
| 国際宇宙ステーション           | 1998年～2011年 | 2030年を予定    |
| ジュノー                       | 2011年8月5日   | 2025年9月を予定 |
| パーサヴィアランス             | 2020年7月30日  | 2021年2月18日   |
| パーカー・ソーラー・プローブ   | 2018年8月12日  | まだ終了せず    |
| アポロ11号                     | 1969年7月16日  | 1969年7月24日   |
| ロゼッタ                       | 2014年3月2日   | 2016年9月30日   |
| ケプラー宇宙望遠鏡             | 2009年3月7日   | 2018年11月15日  |
| TESS                           | 2018年4月18日  | まだ終了せず    |
| ジェイムズ・ウェッブ宇宙望遠鏡 | 2021年12月25日 | 2040年を予定    |